# او-۱۱۱ (کریگس‌مارینه)
او-۱۱۱ (به آلمانی: U-111) یک او-بوت اقیانوس‌پیمای کریگس‌مارینه از نوع ۹ب بود که سال ۱۹۴۰ ساخته شد. این او-بوت در جریان جنگ جهانی دوم، دو مأموریت گشت‌زنی رزمی به مدت ۱۱۶ روز در دریای شمال و اقیانوس اطلس شمالی و جنوبی به انجام رساند و علاوه‌بر آسیب‌زدن به یک کشتی تجاری، چهار کشتی تجاری دیگر متفقین با مجموع تناژ ۲۴٬۱۷۶ تن را غرق کرد. او-۱۱۱ در درگیری با یک کشتی ضدزیردریایی بریتانیایی پیرامون جزایر قناری آسیب بسیاری دید. خدمهٔ این او-بوت به‌دلیل خسارات وارد آمده و باز شدن دریچه‌ها، آن را غرق کردند و اغلبشان به اسارت کشتی بریتانیایی درآمدند.

## ساخت
۸ اوت ۱۹۳۹ (یک ماه پیش از آغاز جنگ جهانی دوم)، سفارشِ ساختِ او-۱۱۱ از نوع ۹ب در قالب طرح ست صادر شد. آگه ویزر فرایندِ ساختِ آن را ۲۰ فوریه ۱۹۴۰ در شهر برمن آغاز کرد. این او-بوت در ۱۵ سپتامبر همان سال به آب انداخته شد. یک نشان بزرگ قلب سیاه رنگ بر روی برجک او-۱۱۱ حک شده بود. او-۱۱۱ در ۱۹ دسامبر ۱۹۴۰ به فرماندهی ناوسروان ویلهلم کلاینشمیت در بندر کیل برای خدمت وارد کریگس‌مارینه شد. این او-بوت، دورهٔ کارآزمایی خود را در دریای بالتیک گذراند و در آن بازه در گوتن‌هافن و دانتسیش مستقر بود. طی این دوره، حمله به کاروان‌ها در کنار سایر او-بوت‌ها تمرین شد. او-۱۱۱ اواخر مارس ۱۹۴۱ به کیل بازگشت. این او-بوت یک شب را در این بندر سپری کرد و سپس از طریق کانال کیل به ویلهلمس‌هافن رفت. در آنجا، پیش از ادامهٔ کارآزمایی، مقداری تعمیرات جزئی بر روی آن اعمال شد.
مشخصات فنی
او-بوت نوع ۹ب:
| مشخصات عمومی - خدمه: ۴۸ نفر - طول: ۷۶٫۵ متر - عرض: ۶٫۸ متر - آبخور: ۴٫۷ متر - وزن: - در سطح: ۱٬۰۵۱ تن - زیر سطح: ۱٬۱۷۸ تن - نیرومحرکه: - ۲ × موتور دیزل ام‌آان: ۲٬۲۰۰ اسب بخار - ۲ × موتور الکتریکی: ۵۰۰ کیلووات - ظرفیت سوخت: ۱۶۵ تن | عملکرد - حداکثر سرعت: - در سطح: ۱۸٫۲ گره - زیر سطح: ۷٫۳ گره - برد: - در سطح: ۸٬۷۰۰ مایل دریایی در سرعت ۱۲ گره - زیر سطح: ۶۴ مایل دریایی در سرعت ۴ گره | تسلیحات - ۴ × اژدرانداز در جلو - ۲ × اژدرانداز در عقب - ۲۲ × اژدر - ۱ × توپ ۱۰٫۵ کالیبر سانتی‌متر - ۱ × توپ ۳٫۷ کالیبر سانتی‌متر - ۱ × توپ ۲ کالیبر سانتی‌متر |

## تاریخچه عملیاتی

### گشت نخست
۵ مه ۱۹۴۱، او-۱۱۱ از ویلهلمس‌هافن راهی نخستین گشت رزمی خود شد. او-۱۱۱ در زمان حرکت، چهارده اژدر همراه خود داشت که شش مورد از آن‌ها در اژدرافکن‌های این او-بوت بارگذاری شده بودند. او-۱۱۱ از طریق دریای شمال و از مجاورت نروژ و جزایر فارو به‌سمت ایسلند رفت. این او-بوت دریای شمال و اقیانوس اطلس شمالی را به‌دنبال طعمه کاوش کرد و طی سه هفته، دو کشتی تجاری بریتانیایی را غرق کرد و به یک کشتی تجاری دیگر آسیب زد. مورد نخست، کشتی بخار ۵۱۷۰ تنی اس‌اس سامرزبی بود که روز ۱۳ مه در پشت کاروان اس‌سی ۳۰، در مه غلیظ جنوب ایسلند، با سه اژدر هدف قرار گرفت و با ۸ هزار تن بار گندم غرق شد. تمامی سرنشینان این کشتی را کشتی یونانی ماریکا پروتوپاپا نجات داد. او-۱۱۱ روزهای بعدی را در چارچوب تاکتیک ولف‌پک در کنار او-بوت‌های دیگر به‌دنبال شکار بود. به دستور فرماندهی عالی، این او-بوت روز ۱۹ مه به‌همراه ۸ او-بوت دیگر به مناطق غربی‌تر در جنوب گرینلند (مدار ۴۱ درجهٔ غربی) منتقل شد تا بیرون‌از بُرد حفاظتی هواگردها و شناورهای سطحی مستقر در ایسلند به‌دنبال کاروان‌های متفقین جستجو کند. در مورد دوم، نفت‌کش ۱۳۰۳۷ تنی سن فلیکس اندکی پس از جدایی از کاروان او بی ۳۲۲ با یکی از دو اژدری که به‌سمت آن شلیک شد، مورد اصابت قرار گرفت. این شناور غرق نشد اما به‌شدت آسیب دید. نفت‌کش مذکور با تغییر مسیر ناگهانی و به‌کمک طوفانی که پدید آمده بود، از حملهٔ دوم او-۱۱۱ گریخت. همهٔ ۵۳ سرنشین سن فلیکس از این حمله جان به در بردند. او-۱۱۱ که نزدیک‌شدن دو ناوشکن بریتانیایی را مشاهده کرده بود، شتابان به عمق آب شیرجه زد و خرج‌های عمقی شلیک‌شده به آن آسیبی وارد نکرد. واپسین مورد، اس‌اس بارنبی — کشتی بخار ۴۸۱۳ تنی حامل ۷۲۵۰ تن آرد — بود که روز ۲۲ مه در جنوب غربی ایسلند غرق شد.
پس از آن حمله، پنج ناوشکن بریتانیایی به منطقه اعزام شدند که باعث شد او-بوت‌ها را برای گشت‌زنی به مناطق جنوبی‌تر بفرستند. او-۱۱۱ به دستور فرماندهی عالی در مناطق شمالی باقی ماند تا با پیام‌های رادیویی «ساختگی»، این تصور را در بریتانیایی‌ها ایجاد کند که او-بوت‌ها همچنان در حال تعقیب کاروان هالیفاکس ۱۲۶ به سمت شرق هستند، به امید اینکه مسیر کاروان بعدی از جنوب در میان او-بوت‌های کمین‌کرده قرار گیرد. این نخستین مورد از فریب رادیویی در او-بوت‌های آلمان بود که به لطف آن، ۹ کشتی متفقین توسط او-بوت‌ها غرق شدند. به‌دلیل تلاش فرماندهٔ او-۱۱۱ برای حفظ سرنشینان شناورهای قربانی، از مجموع ۱۳۱ خدمهٔ سه کشتی مورد حملهٔ این او-بوت، تنها ۳ نفر جان خود را از دست دادند.
در جریان حمله کشتی‌های جنگی بریتانیایی به نبردناو بیسمارک در روز ۲۴ مه، قرار شد او-بوت‌ها در جنوب گرینلند برای شناورهای مهاجم تله بسازند. او-۱۱۱ می‌بایست پس از سوخت‌گیری از بِلشِن — یکی از کشتی‌های تدارکاتی بیسمارک — به تله می‌پیوست. این طرح ناکام ماند و بیسمارک در روز ۲۷ مه غرق شد؛ در نتیجه، او-۱۱۱ مأمور شد به موضع غرق‌شدن این نبردناو نزدیک شود و بازماندگان را نجات دهد. ولی زمانی که این او-بوت به محل رسید، با تکه‌های جلیقه‌های نجات و اجساد خدمهٔ بیسمارک روبرو شد.
کشتی بلشن نیز روز ۳ ژوئن مورد حمله قرار گرفت و غرق شد؛ ولی پیش از این حادثه، او-۱۱۱ توانست با موفقیت از آن سوخت‌گیری کند (در ۱۳۰ کیلومتری جنوب غربی گرینلند). در ادامه، او-۱۱۱ به دستور دریاسالار کارل دونیتس — فرمانده ناوگان او-بوت‌ها — مأمور شد ساحل شرقی قاره آمریکا را از شمال دماغه ریس در جنوب شرقی نیوفاندلند تا تنگه جزیره بل در شمال شرقی آن، کاوش کند. این نخستین ورود یک او-بوت به آب‌های ساحلی قارهٔ آمریکا بود و آلمان هم نمی‌خواست اقدامات تحریک‌آمیز غیرضروری در این ناحیه انجام دهد، بنابراین او-۱۱۱ از شلیک به سمت هر چیزی جز «کشتی‌های با ارزش ویژه» (همانند کشتی‌های جنگی بزرگ یا کشتی‌های تجاری عظیم‌الجثه) منع شد. این او-بوت همچنین می‌بایست سکوت رادیویی مطلق را در هنگام این عملیات شناسایی حفظ می‌کرد. چنین مأموریتی در گشت نخست او-۱۱۱ درحالی بر عهدهٔ آن گذاشته می‌شد که فرماندهٔ کشتی هیچ نقشه ناوبری از این ناحیه در اختیار نداشت. او-۱۱۱ هنگام نزدیک‌شدن به ساحل نیوفاندلند با مقدار زیادی رانه‌یخ و کوه یخ و مه غلیظ روبرو شد. این او-بوت، ناحیه را برای یک هفته کاوش کرد که در نتیجهٔ آن، قسمت کلاهک دو اژدرافکن آن در اثر برخورد به قطعات یخ آسیب دیدند. او-۱۱۱ دوباره به‌سمت شرق بازگشت تا از طریق تماس رادیویی، گزارش این کاوش‌گری را به فرماندهی عالی بدهد. او-۱۱۱ اعلام کرد هیچ ترددی در این ناحیه مشاهده نکرده بود و با توجه به شرایط، عبور کاروان‌ها از آن را غیرمحتمل دانست. به دستور دونیتس، او-۱۱۱ به مناطق شمالی‌تر فرستاده شد تا امکان عبور کاروان‌ها از شمال دور را بررسی کند.
به‌دلیل کمبود سوخت، او-۱۱۱ مأموریت گشت نخست خود را پس از ۶۴ روز به پایان رساند و روز ۷ ژوئیه به لوریان بازگشت. پس از مراجعت، نقش یک خرس قطبی و یک کوه یخ برای یادبود عملیات در آب‌های شمالی به کنار نشان پیشین او-۱۱۱ در برجک آن افزوده شد. ابتدا نیمی از خدمه برای مرخصی به آلمان رفتند و پس از بازگشت آن‌ها، نیم دیگر مرخص شدند. او-۱۱۱ برای تعمیر به حوضچه خشک منتقل شد و چهار محفظهٔ اژدر عرشه بالایی آن تعویض گردید. ولی موتورخانهٔ او-بوت در وضعیت خوبی بود و نیاز به تعمیر نداشت.

### گشت دوم
تصور می‌شد او-۱۱۱ دومین مأموریت گشتی خود را نیز در آب‌های شمالی به انجام خواهد رساند. با این حال، پیش از عزیمت مقرر شد در منطقهٔ آزور به گشت‌زنی بپردازد. البته این فرمان نیز دو ساعت پیش از حرکت لغو گردید. روز پیش از حرکت، ناوبان یکم هاینریش گولنیتس، افسر نخست او-بوت، در اثر حادثه‌ای از ناحیهٔ دست به‌شدت مجروح شد. او با ناوبان دوم هلموت فوکس، افسر دوم او-بوت جایگزین شد که او نیز به نوبهٔ خود با ناوبان یکم فریدریش ویلهلم روزینگ، یک افسر ۲۳ ساله کاملاً بی‌تجربه در زمینه او-بوت تعویض شد. به‌دلیل همین بی‌تجربگی، روزینگ افسر دوم او-بوت شد اگرچه درجه‌اش بالاتر از فوکس بود.
روز ۱۴ اوت، سرانجام او-۱۱۱ در دومین گشت رزمی خود از لوریان راهی ناحیهٔ فری‌تاون در ساحل غربی قاره آفریقا شد که نقطهٔ تجمع بزرگ برای کاروان‌های تجاری متفقین به‌شمار می‌رفت. تدارکات کافی، از جمله مواد غذایی و مهمات شامل ۱۸ اژدر و ۱۶۰ تن سوخت، برای یک سفر طولانی درون او-بوت ذخیره شده بود. همان شب نخست حرکت، دیده‌بان اژدری را شناسایی کرد که به‌سرعت به‌سمت او-بوت می‌آمد. با دستور فرمانده، او-بوت چرخش سختی انجام داد و اژدر با فاصله چند متری از کنار آن عبور کرد. احتمالاً یک زیردریایی بریتانیایی یا شاید حتی یک او-بوت دیگر آن را شلیک کرده بود؛ به هر حال هیچگاه برای کلاینشمیت مشخص نشد این شلیک کار چه‌کسی بود.
حدود ۳۶ ساعت پس از شروع حرکت، او-۱۱۱ دماغه فینیستر در شمال غربی اسپانیا را دور زد و رو به جنوب کرد. این او-بوت در ۲۲ اوت خود را به مجاورت فری‌تاون رساند. برخلاف تصور پیشین، این ناحیه خالی از هر گونه شناوری یافت شد. پس از چند روز توقف در این ناحیه، کلاینشمیت تصمیم به گذر از خط استوا گرفت اما آنجا هم چیزی نیافت. پس از چهارده روز حضور در دریا بدون مشاهدهٔ حتی یک کشتی، فرماندهی عالی دستور به حرکت او-۱۱۱ به‌سمت غرب در جانب سواحل برزیل داد. این نخستین سفر یک او-بوت به اقیانوس اطلس جنوبی بود. تا روز ۱۰ سپتامبر، او-۱۱۱ در ناحیهٔ جزایر سنت پاول در فاصلهٔ ۸۰۰ کیلومتری از برزیل بود. عصر همان روز، نزدیک‌شدن یک کشتی از جانب شمال شناسایی شد. این شناور مارکِن، کشتی تجاری غیر مسلح ۵۷۱۹ تنی هلندی حامل ادوات نظامی بود. با رفتن به عمق پریسکوپ و انتظار برای رسیدن این کشتی به فاصلهٔ مطمئن، چهار اژدر جلویی او-بوت به سمت آن شلیک شدند. دو اژدر به وسط کشتی اصابت کردند و به‌سرعت غرق شد. تمامی ۳۷ خدمهٔ شناور با قایق‌های نجات از آن تخلیه شدند. او-۱۱۱ به سطح آمد و خود را به قایق‌ها رساند. سرنشینان کشتی غرق‌شده را نخست بازجویی کردند، سپس مقداری مایحتاج به آنان دادند و مسیری به‌سمت خشکی برایشان مشخص کردند. این افراد یازده روز بعد توسط یک کشتی تجاری اسپانیایی از آب گرفته شدند.
او-۱۱۱ سپس به گشتزنی در طول مسیر تجاری شمال-جنوب ادامه داد. اندکی پیش‌از نیمه‌شب ۲۰ سپتامبر و در حالت توقف در ۴۰۰ کیلومتری جنوب شرقی جزایر سنت پاول، شناور دیگری در جنوب مشاهده شد. این شناور سینگِلیز پرِنس، کشتی تجاری ۸۴۷۴ تنی بریتانیایی حامل آهن خام، سنگ منگنز و چای بود. این بار بدون انتظار جهت نزدیک شدن شناور مذکور، سه اژدر به طرف آن شلیک گردید که هیچ‌یک به هدف اصابت نکرد. پنج ساعت دیگر گذشت تا او-بوت خود را در موضع مناسبی جهت حمله مجدد قرار دهد. تلاش دوباره با برخورد دو اژدر به کشتی ثمر بخش بود و موجب غرق شدن آن شد. او-۱۱۱ مجدداً خود را به تعدادی از خدمه شناور که موفق به نجات خود شده بودند، رساند و با تحویل مقداری آذوقه، به آن‌ها وعده داد در صورت مشاهده یک کشتی بی‌طرف از آن خواهد خواست این افراد را از آب جمع‌آوری نماید. مجموعاً ۵۷ تن از سرنشینان کشتی بریتانیایی از جمله ناخدای آن در این واقعه جان خود را از دست داند.
در این زمان او-۱۱۱ تنها سوخت کافی برای بازگشت به بیسکی را داشت اما ۹ اژدر ذخیره برای آن باقی مانده بود. کلاینشمیت در تماس رادویی از فرماندهی عالی کسب تکلیف کرد. او-۱۱۱ روز ۲۴ سپتامبر از طرف فرماندهی عالی مأمور به حرکت به سمت خلیج ترافال در کیپ ورده شد تا در این محل روز ۲۷ سپتامبر با او-۶۷ و او-۶۸ ملاقات کند. تا این زمان این او-بوت برای چهل روز بود که در دریا حضور داشت اما به جهت عدم پیش آمد موقعیت مناسب، همچنان بیشتر ذخیره اژدرهایش باقی مانده بود. او-۱۱۱ می‌بایست تعدادی از اژدرهای خود را به او-۶۸ می‌داد و در صورت لزوم خدمه بیمار آن را با خود به اروپا بازمی‌گرداند. بریتانیایی‌ها با شکستن رمز دستگاه انیگما، ارتباط رادویی بین او-۱۱۱ و فرماندهی عالی را رهگیری کرده و از قرار گرد آمدن او-بوت‌های آلمان در خلیج ترافال مطلع گشتند. در یکی از مکالمات کلاینشمیت به صورت غیرمحتاطانه و صریحی نام خلیج ترافال را برده بود.
او-۱۱۱ حدود یک ساعت پس از طلوع خورشید در روز ۲۷ سپتامبر، پس از او-۶۸، به موقعیت مذکور رسید. در هنگام انتقال اژدرها به او-۶۸ صحنه توسط پرتغالی‌ها مشاهده می‌شد اما به جهت پایبندی این کشور به بی‌طرفی دخالتی از طرف آن‌ها انجام نگرفت. عملیات انقال به صورت دستی بسیار کند و به سختی انجام می‌شد. پس از انتقال چهار اژدر کلاینشمیت دستور به توقف کار داد. او که از پر خطر بودن این کار نگران بود، تصمیم به نگاه داشتن تعدادی از اژدرها به جهت امکان برخورد با دشمن در مابقی مسیر گرفت. خدمه دو او-بوت شب را کنار یکدیگر سپری کردند. اچ‌ام‌اس کلاید، زیردریایی بریتانیایی بعد از ظهر همان روز از راه رسیده بود اما به جهت شرایط آب‌وهوایی و جغرافیایی موقتاً اقدامی صورت نداد. به جهت تاریکی هوا و عدم تحرک او-بوت‌ها کلاید از مکان دقیق او-بوت‌ها اطلاع نداشت. حدود ساعت چهار بامداد دو او-بوت آلمانی بدون اطلاع از حضور زیردریایی بریتانیایی قصد خروج از خلیج را داشتند تا مدت انتظار برای او-۶۷ را در آب‌های آزاد بگذرانند. او-۱۱۱ که زودتر حرکت کرده و با سرعت کم منتظر رسیدن او-۶۸ بود، در فاصله‌ای بسیار نزدیک در ورودی خلیج با زیردریایی بریتانیایی مواجه و متوجه حضور آن گردید. خدمه او-۱۱۱ پیش از این سایه محوی از این شناور دیده بودند اما تصور می‌کردند یک ناوشکن پرتغالی است. کلاید که در ابتدا او-۶۸ را دیده بود و قصد حمله به آن را داشت، با توجه به فاصله بسیار اندک آن با او-۱۱۱ که امکان استفاده از اژدر و توپ را نیز گرفته بود، با اندازه‌ای بزرگ‌تر و وزنی بیشتری نسبت به او-۱۱۱، سعی کرد با افزایش سرعت و یک چرخش شدید به سمت چپ خود را به آن بکوبد اما با شیرجه ناگهانی او-بوت به عمق، او-۱۱۱ با پذیرش یک ریسک بزرگ با فاصله سانتی‌متری از زیر زیردریایی بریتانیایی عبور کرد و به عمق اقیانوس گریخت. او-۱۱۱ برای دو ساعت زیر آب بود سپس به سطح آمد تا بیشترین سرعت به سمت غرب بیشترین فاصله را از محل بگیرد.
| تاریخ           | نام          | تناژ  | کشور     | سرنوشت   |
| --------------- | ------------ | ----- | -------- | -------- |
| گشت نخست        |              |       |          |          |
| ۱۳ مه ۱۹۴۱      | سامرزبی      | ۵۱۷۰  | بریتانیا | غرق‌شده   |
| ۲۰ مه ۱۹۴۱      | سن فلیکس     | ۱۳۰۳۷ | بریتانیا | آسیب‌دیده |
| ۲۲ مه ۱۹۴۱      | بارنبی       | ۴۸۱۳  | بریتانیا | غرق‌شده   |
| گشت دوم         |              |       |          |          |
| ۱۰ سپتامبر ۱۹۴۱ | مارکن        | ۵۷۱۹  | هلند     | غرق‌شده   |
| ۲۰ سپتامبر ۱۹۴۱ | سینگلیز پرنس | ۸۴۷۴  | بریتانیا | غرق‌شده   |

## سرنوشت
با تغییر برنامه و حرکت او-۱۱۱ به سمت شمال، روز ۲۸ سپتامبر به این او-بوت گزارش شد که یک کشتی آسیب‌دیدهٔ ۹۰۰۰ تنی در فاصلهٔ ۶۵۰ کیلومتری از لاس پالماس با سرعت کمی در حال حرکت است. این شناور می‌بایست سیلوربِل، کشتی تجاری بریتانیایی می‌بود که شش روز قبل‌تر با اژدری از او-۶۸ مورد اصابت قرار گرفته بود. او-۱۱۱ صبح روز ۲ اکتبر به مختصات اعلام‌شده رسید و به‌مدت ۳۶ ساعت ناحیه را برانداز کرد تا کشتی مذکور را بیابد. شب ۳ اکتبر، سایهٔ یک کشتی در فاصلهٔ حدود ۱۵ کیلومتری مشاهده شد. در ابتدا تصور بر یافتن کشتی گزارش‌شده بود؛ درحالی‌که در حقیقت اچ‌ام‌اس لِیدی شرلی، کشتی ضدزیردریایی بریتانیایی بود که با سرعت ۱۲ گره به آن نزدیک می‌شد. این کشتی از همان فاصلهٔ ۱۵ کیلومتری برجک او-۱۱۱ را دیده و صبح روز بعد در فاصلهٔ ۱۶۰۰ متری به‌کمک دستگاه سونار، این او-بوت را شناسایی کرده بود. در این زمان، کلاینشمیت با نگاه از پریسکوپ تصور می‌کرد کشتی در فاصله ۴ یا ۵ کیلومتری است؛ درحالی‌که کاربر دستگاه هیدروفون به او اعلام کرد صدا از فاصلهٔ ۵۰۰ متری دریافت می‌گردد. گفته می‌شود شاید در هنگام گذشتن او-۱۱۱ از زیر زیردریایی بریتانیایی، پریسکوپ آن آسیب دیده بود و در نتیجه فرماندهٔ این او-بوت تصویر اشتباهی از آن کشتی می‌دید. از طرفی شکست نور در مه صبح‌گاهی سبب شده بود کشتی بریتانیایی بزرگتر دیده شود و برای همین کلاینشمیت آن را دورتر فرض کند و با سیلوربل اشتباه بگیرد. او همچنان او-بوت را نزدیک سطح نگاه داشت.
کشتی بریتانیایی با رساندن خود به او-۱۱۱، سه نوبت خرج عمقی به‌سمت آن پرتاب کرد. در این شرایط، او-بوت در عمق حدود ۱۰ متری قرار داشت. انفجار حاصل از خرج‌های عمقی موجب ورود آب به محفظهٔ موتور او-۱۱۱ شد. کلاینشمیت با دستپاچگی دستور داد او-بوت به سطح رَوَد. پس از بالا آمدن، درحالی‌که او-۱۱۱ می‌توانست با سرعت بیشتر بر روی سطح از محل بگریزد، تصمیم بر درگیری با توپ در فاصلهٔ ۵۰۰ متری شد. در این هنگام، دو گلوله از توپ کالیبر ۴ اینچی لیدی شرلی به او-بوت اصابت کرد. یک گلوله به پایهٔ برجک خورد و دومی درون برجک منفجر شد که به مرگ کلاینشمیت و شش تن دیگر، از جمله دو افسر، هلموت فوکس، افسر نخست دیده‌بان و فریدریش ویلهلم روزینگ، افسر دوم دیده‌بان، انجامید. با وجود برتری تسلیحاتی او-۱۱۱، در اثر اشتباه حاصل از شتابزدگی و بی‌تجربگی که محافظ ضدآب دهانهٔ لوله برداشته نشده بود، توپ کالیبر ۱۰٫۵ سانتی‌متری این او-بوت هنگام نخستین شلیک منهدم شد و خدمهٔ آن که محافظتی نداشتند با آتش مسلسل کشتی دفع شدند. تیراندازی با توپ ضدهوایی ۲۰ میلی‌متری او-۱۱۱ به‌سمت کشتی نیز ثمرهٔ چندانی نداشت. به‌دلیل از کار افتادن موتور و پر شدن موتورخانه از دود، تلاش خدمهٔ او-۱۱۱ برای گریختن هم به نتیجه‌ای نرسید. ناخدا سوم هانس-یوآخیم هاینیکه که برای کسب تجربه فرماندهی در او-بوت حضور داشت، هدایت آن را عهده‌دار شد. او دستور به رهایی او-بوت و غرق آن داد. سرانجام ۴۵ تن خدمهٔ باقی‌مانده با ترک او-بوت و پریدن در آب، خود را تسلیم کردند. سه تن از خدمهٔ او-۱۱۱ زخمی بودند و یکی از آن‌ها با نام هانس روسکِنس، پایش قطع شده بود و در بیهوشی به سر می‌برد. روسکنس عصر همان روز در اثر نبود تجهیزات پزشکی لازم جان باخت. صبح روز بعد، او را در پارچه‌ای سیاه پیچیدند (به‌دلیل نبود پرچم آلمان) و در آب تدفین کردند. در طرف مقابل، از مجموع ۱۴ خدمهٔ کشتی بریتانیایی نیز یک تن کشته و چهار نفر دیگر زخمی شدند. اسرا با مشاهدهٔ اندازهٔ ناچیز شناور بریتانیایی که او-بوتی با اندازه تقریبی دو برابر خود را شکست داده‌است، شگفت‌زده شدند. این درگیری کمتر از بیست دقیقه طول کشیده بود. دست کم ۹ گلوله از توپ ۴ اینچی لیدی شرلی به او-۱۱۱ خورده بود. او-۱۱۱ در اثر خسارت وارد آمده از خرج‌های عمقی و گلوله‌های توپ و همچنین باز شدن دریچه‌های درون آن توسط ناوبان یکم گونتر ولف، مهندس او-بوت، حدود ساعت ۱۰:۳۰ صبح روز ۴ اکتبر سال ۱۹۴۱ غرق شد. ادعا شده‌است او-بوت دیگری به شکل مخفیانه نظاره‌گر عملیات نجات خدمه او-۱۱۱ بود اما مداخله نکرد تا جان آنها به خطر نیفتد. البته این مسئله تأیید نشده‌است و آن او-بوت را هم پیدا نکردند. بریتانیایی‌ها به‌دلیل تیرگی حاصل از آفتاب‌سوختگی خدمهٔ او-۱۱۱، ابتدا تصور کردند این افراد ایتالیایی هستند اما بعداً با سخن گفتن آن‌ها متوجه آلمانی بودنشان شدند. گفته می‌شوند تعدادی از آلمانی‌ها، با اتکا به برتری عددی، قصد شورش و تسخیر کشتی بریتانیایی و انتقال آن به یک کشور بی‌طرف، به خصوص اسپانیا، را داشتند اما دیگران با آن‌ها همکاری نکرده‌اند. خدمهٔ به‌اسارت‌درآمدهٔ او-بوت ابتدا به جبل‌الطارق و سپس با یک کشتی جنگی به انگلستان منتقل شدند تا مورد بازجویی دستگاه اطلاعاتی قرار گیرند. در این بازجویی‌ها، این افراد به برخی از اطلاعات فنی او-بوت خود اعتراف کردند.

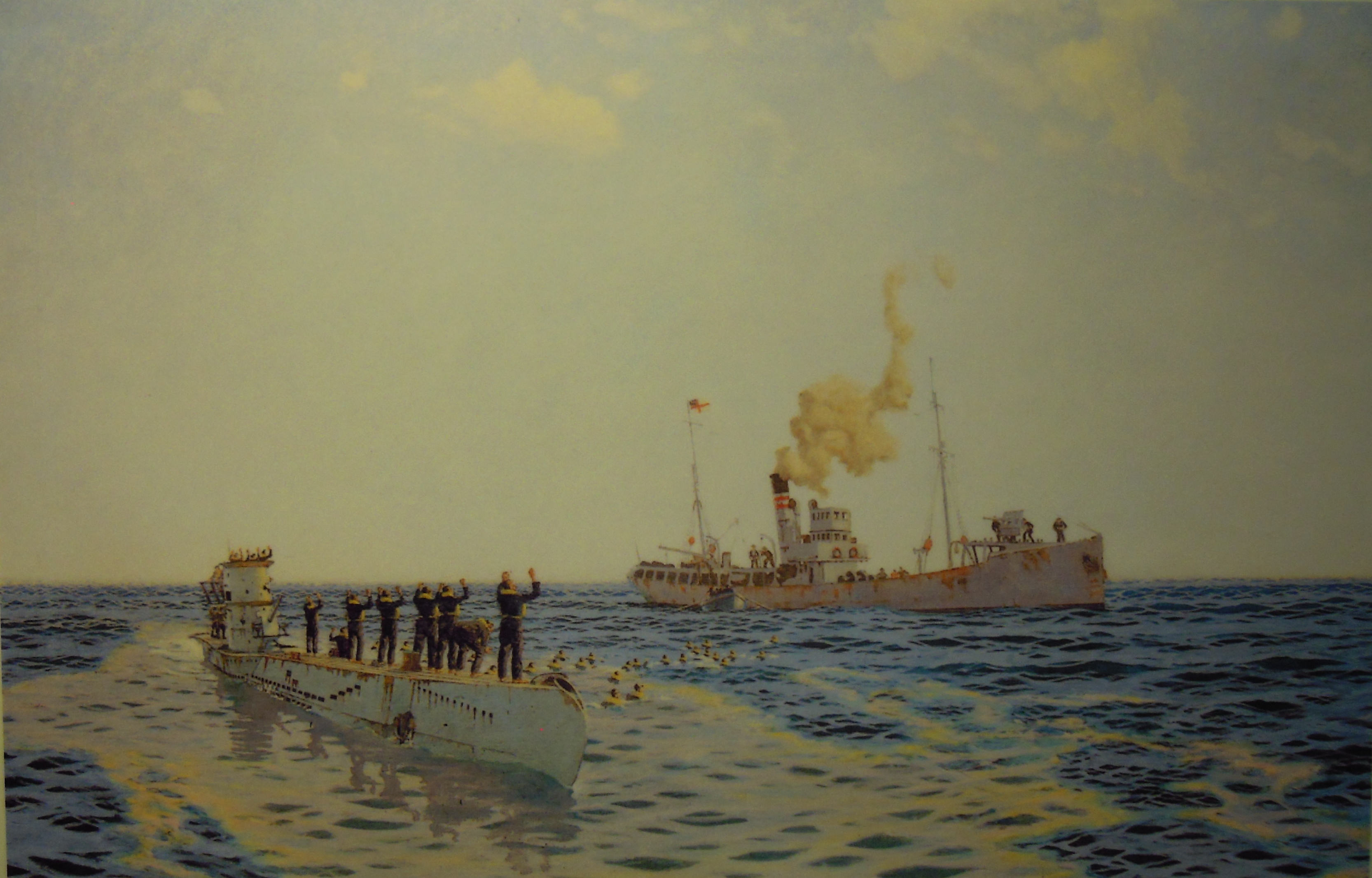
نگاره تسلیم او-۱۱۱، اثر چارلز پرز

داستان پیروزی لیدی شرلی، یک کشتی نسبتاً کوچک، بر او-۱۱۱ به‌عنوان یک رقیب بسیار قدرتمندتر، دست‌مایهٔ تبلیغات سیاسی رسانه‌های بریتانیایی علیه آلمان شد. دلایل مختلفی را می‌توان برای ناموفق‌بودن دوران او-۱۱۱ ذکر کرد. شکست نهایی در اثر تصمیمات بد فرمانده و عملکرد ضعیف دیگر خدمه اتفاق افتاد. او-بوت برای رزم مخفی و شبیخون از زیر سطح به دشمن طراحی شده بود. قمار مبارزه در سطح با رقیبی باتجربه و کارآزموده به شکستی سنگین برای این او-بوت انجامید. ناوسروان کلاینشمیت، فرمانده او-بوت، در حقیقت ملوان کشتی تجاری بود و تنها یک سال قبل‌تر وارد ناوگان او-بوت‌ها شده بود. اغلب دیگر خدمهٔ این او-بوت نیز افرادی کم‌تجربه در این زمینه بودند. تنها پنج تن از درجه‌داران پیش از پیوستن به او-۱۱۱ در او-بوت‌های دیگر خدمت کرده بودند. وفاداری عده‌ای از خدمه نیز زیر سؤال است. برای مثال افسر مسئول توپ کالیبر ۲۰ میلی‌متری او-بوت هنگام آغاز درگیری نهایی از رفتن به جایگاه خود سر باز زد. تعدادی از این افراد سربازان وظیفه بودند و گفته می‌شود با حساس‌شدن شرایط، روحیهٔ خود را به‌سرعت باختند. همچین گفته می‌شود کلاینشمیت نزد خدمه‌اش فرماندهٔ چندان محترمی نبود و حضور یک افسر ارشدتر دیگر در کنار او، این مسئله را تشدید می‌کرد. تعداد بیش از معمول خدمه درون او-۱۱۱ (۵۲ نفر به جای ۴۳ نفر) نیز اثر بدی بر عملکرد آن داشت.